# IHK Friedberg
Die Industrie- und Handelskammer Friedberg (bis 1902: Handelskammer Friedberg, Abkürzung: IHK Friedberg) war 1898 bis 1999 eine Industrie- und Handelskammer mit Sitz in Friedberg (Hessen).

## Geschichte
Im Jahr 1898 wurde die Handelskammer für die Stadt und den Kreis Friedberg als siebte (und letzte) Handelskammer des  Großherzogtums Hessen errichtet. Rechtsgrundlage war das hessische Handelskammergesetz von 1871. Mit großherzoglicher Verordnung wurde der Kammerbezirk mit Wirkung vom 1. Januar 1900 auf die Kreise Friedberg, Büdingen und Schotten festgelegt. Das Kammergebiet umfasste am 31. Dezember 1905 eine Fläche von 152.489 ha mit einer Bevölkerung von 142.055 Personen. 1052 Firmen waren dort im Handelsregister eingetragen, davon waren 888 zur Kammerwahl berechtigt.
1902 erhielt die Kammer mit der Novelle des Handelskammergesetzes den Namen Industrie- und Handelskammer.
Während des Ersten Weltkrieges umfasst die Kriegstätigkeit der Kammer u. a. die Überwachung ausländischer Unternehmen, Beschaffung von Lebensmitteln und die Wahrung der Interessen der heimischen Unternehmen. Im Jahr 1925 verabschiedet der Landtag des Volksstaates Hessen ein neues Handelskammergesetz. Es erfolgt eine Namensänderung in Industrie- und Handelskammer Friedberg i.H.
Nach dem Ersten Weltkrieg wurde reichsweit die Zusammenlegung von Kammern zur Kostenersparnis diskutiert. Dies betraf insbesondere die hessischen Kammern, die zu den kleinsten im Reich gehörten. So war die IHK Friedberg (gemessen an ihren Ausgaben von 20.406 RM) im Jahr 1926 auf der Liste der größten IHKs die Nummer 112 von 117. Entsprechend gab es in den Kammern und der Politik eine Diskussion bezüglich einer Zusammenlegung der Kammern in der Provinz Oberhessen. Mit Ausgaben von 32.480 RM war die IHK Gießen Nr. 102 auf der Liste; selbst zusammen wären die beiden Kammern eine der kleineren Kammern im Reich geblieben. Einen Vorschlag zum Zusammenschluss, der 1919 von der Gießener Kammer gekommen war, lehnte die Friedberger Vollversammlung 1920 ab. Auf dem hessischen Handelskammertag 1921 erklärten alle sieben Kammern, die Struktur nicht ändern zu wollen, die Regierung verzichtete auf eigene Initiativen.
Die Weltwirtschaftskrise ließ die Debatte wieder aufleben. Vor dem hessischen Handelskammertag 1930 erklärte der hessische Minister für Arbeit und Wirtschaft, dass die Notlage zu drastischen Einsparungen führe, von denen auch die IHKs nicht ausgenommen sein könnten. Aber auch hier lehnten die Kammern jeden Zusammenschluss ab und konnten sich erneut durchsetzen.
In der Zeit des Nationalsozialismus endete die Selbstverwaltung der Wirtschaft. Nun wurde der Kammerpräsident (nun Vorsitzender) ernannt und dieser bestimmte gemäß dem Führerprinzip die Mitglieder der Kammer. Mit der IHK-VO von 1934 endete die Verantwortung der Länder für die Kammergesetzgebung und die IHKs wurden reichseinheitlich geregelt. Sie waren nun Teil der Lenkung der Wirtschaft im Nationalsozialismus. 1943 wurde die IHK Friedberg aufgelöst und zusammen mit der Handwerkskammer in die „Gauwirtschaftskammer Rhein-Main“ überführt, an deren Spitze Hermann Gamer stand. Nach dem Zweiten Weltkrieg wurde die Selbstverwaltung der Wirtschaft wiederhergestellt und die IHK Friedberg wurde neu gebildet.
Zum 1. April 1999 schloss sich die IHK Friedberg mit der IHK Gießen zur IHK Gießen-Friedberg zusammen.

## Persönlichkeiten
- Wilhelm Fertsch, Präsident ab 1898
- Hermann Fischer (* 1922[4]), Präsident 1983–1997